# 1127
1127 (MCXXVII) fue un año común comenzado en sábado del calendario juliano.

## Acontecimientos
- Zangi es nombrado gobernador de Mosul; Zangi toma el control de Aleppo (hasta 1128).

## Nacimientos
- 18 de octubre: Go-Shirakawa Tennō, emperador n.º 77 de Japón
- Constanza de Antioquía, fue princesa de Antioquía

## Fallecimientos
- Julio - Guillermo II de Apulia